# Universidad Nacional de Catamarca
La Universidad Nacional de Catamarca (UNCa) es una universidad pública argentina con sede en la ciudad de San Fernando del Valle de Catamarca.
Ofrece unas 50 carreras en varias facultades, en las que estudian más de 10 000 alumnos. Cuenta además con 2 sedes en Belén y Los Altos, la Escuela Superior de Arqueología, una editorial y 2 medios de comunicación: LRK 302 Radio Universidad (FM 100.7 MHz) y el canal UNCa TV.

## Historia
Fue fundada por la ley 19.831 del 12 de septiembre de 1972, como parte del plan Taquini, el programa de reorganización de la educación superior que llevaría a la fundación de las de Jujuy, La Pampa, Lomas de Zamora, Entre Ríos, Luján, Misiones, Salta, San Juan, San Luis y Santiago del Estero.
En su creación se conjuga la historia de instituciones educativas de prestigio nacional. La Escuela Preuniversitaria “Fray Mamerto Esquiú” dio lugar a la creación del “Instituto Nacional del Profesorado”, (1943), que abrió nuevos horizontes profesionales a la juventud del Noroeste Argentino.
En efecto, el Instituto Nacional del Profesorado fue la matriz donde se gestó la Universidad Nacional de Catamarca. Sostuvo la educación media no sólo en las viejas provincias sino en los territorios nacionales recién convertidos en provincias federales: hacia el Chaco, la Patagonia, el sur de Mendoza marcharon decenas de jóvenes del noroeste formados en Catamarca.
Desde esta institución, en 1968, el profesor Federico Páis, entre otros, comenzó a trabajar en la creación de la UNCa. El escenario nacional fue favorable: se buscaba descentralizar los grandes núcleos universitarios y darle a cada provincia su propia Universidad.
En septiembre de 1972, frente a Casa de Gobierno de Catamarca, el gobernador H.A. Pernasetti y el presidente Alejandro Lanusse firmaron el decreto convirtiendo en una realidad la universidad catamarqueña. En su estructura se incorporaron el Instituto del Profesorado, la ENET N° 1 y se creó la Facultad de Ciencias de la Salud.
Inicialmente, el proyecto contempló la organización de una universidad que respondiera al desarrollo de los recursos naturales y humanos de la provincia, con prescindencia de carreras tradicionales como Medicina y Abogacía.
Se privilegiaron las especialidades de ciencias agrarias, agrimensura, minería, geología y enfermería y carreras humanísticas. Se incluyó también la carrera de contador público en razón de la importante demanda originada por los egresados de la Escuela Nacional de Comercio. El Gobierno nacional designó delegado organizador al doctor Pedro Sofiel Acuña y secretario general al profesor Federico Páis.
En mayo de 1973, junto con la normalización constitucional del país, fue designado interventor el profesor Armando Raúl Bazán, antiguo docente de Historia del profesorado.
En los 34 años transcurridos desde su creación, la UNCa ha producido cambios en su estructura académica que modificaron parcialmente las premisas del proyecto original. Quizá la más importante es la incorporación de la Facultad de Derecho. En cuanto al organigrama universitario, se adoptó el Sistema de Facultades, en sustitución de los Departamentos, dando así mayor autonomía a las unidades académicas que hoy son conducidas por Decanos y Consejos Directivos.
En estos últimos años, la Universidad ha puesto énfasis en la formación de un cuarto nivel: maestrías y doctorados, sometidos a la acreditación de la Comisión Nacional de Evaluación y Acreditación Universitaria.

## Unidades Académicas
En la actualidad, la Universidad Nacional de Catamarca dispone de una amplia oferta académica de estudios de pregrado y grado en cada una de sus ocho sedes académicas.
| Dependencia                                         | Carrera de Pregrado / Título intermedio | Carrera de Grado | Carrera de Posgrado |
| --------------------------------------------------- | --- | --- | --- |
| Facultad de Ciencias Agrarias                       | - Tecnicatura Universitaria en Parques y Jardines - Tecnicatura Universitaria en Procesamiento Agroalimentario - Tecnicatura Universitaria en Producción Vegetal de Zonas Áridas y Semiáridas - Tecnicatura Universitaria en Producción Animal de Zonas Áridas y Semiáridas | - Ingeniería Agronómica - Ingeniería de Paisajes | - Maestría en Desarrollo de Zonas Áridas y Semiáridas - Maestría en Riego y Uso Agropecuario del Agua - Maestría Profesional en Docencia Universitaria de Disciplinas Tecnológicas - Especialización en Docencia Univ. de Disciplinas Tecnológicas - Doctorado en Ciencias Agronómicas |
| Facultad de Ciencias Económicas y de Administración | - Tecnicatura Universitaria en Administración Pública - Tecnicatura en Administración de la Educación Superior | - Contador Público - Licenciatura en Administración | - Especialización en Tributación - Especialización en Administración y Gestión del Estado - Maestría en Contabilidad Superior y Auditoría - Especialización en Contabilidad Superior y Auditoría |
| Facultad de Ciencias Exactas y Naturales            | - Tecnicatura en Informática - Tecnicatura Química Universitaria - Tecnicatura en Ciencias Ambientales - Tecnicatura en Energías Renovables - Tecnicatura en Ciencias de Datos - Tecnicatura en Ciberseguridad                                                              | - Profesorado en Biología - Licenciatura en Ciencias Biológicas - Profesorado en Física - Licenciatura en Física - Profesorado en Matemática - Licenciatura en Matemática - Profesorado en Química - Licenciatura en Química - Profesorado en Computación - Licenciatura en Ciencias Ambientales - Licenciatura en Ciencia de Datos | - Maestría en Conservación y Gestión Ambiental - Doctorado en Ciencias Exactas y Naturales - Doctorado en Energías Renovables - Especialización en Educación Matemática |
| Facultad de Ciencias de la Salud                    | - Tecnicatura en Hemoterapia | - Licenciatura en Bromatología - Licenciatura en Enfermería - Licenciatura en Nutrición - Licenciatura en Educación Física | |
| Facultad de Derecho                                 | | - Abogacía - Licenciatura en Criminalistica - Licenciatura en Relaciones Internacionales | |
| Facultad de Humanidades                             | | - Profesorado en Inglés - Traductorado en Inglés - Licenciatura en Inglés - Licenciatura en Trabajo Social - Profesorado en Francés - Licenciatura en Francés - Profesorado en Geografía - Licenciatura en Geografía - Profesorado en Historia - Licenciatura en Historia - Profesorado en Letras - Licenciatura en Letras - Profesorado en Filosofía - Licenciatura en Filosofía - Profesorado en Ciencias de la Educación - Licenciatura en Ciencias de la Educación | - Doctorado en Ciencias Humanas con Mención en Educación - Doctorado en Ciencias Humanas con Mención en Estudios Sociales y Culturales - Doctorado en Ciencias Humanas con Mención en Lengua y Literatura - Maestría en Estudios de Lectura y Escritura - Maestría en Historia Regional Argentina - Especializacion en Didáctica y Currículum - Especialización en Estudios Sociales y Culturales - Especialización en Políticas Públicas sobre Género y Violencia de Género |
| Facultad de Tecnología y Ciencias Aplicadas         | - Tecnicatura Universitaria Industrial - Tecnicatura Universitaria en Gestión de Riesgos, Higiene y Seguridad en el Trabajo - Tecnicatura Universitaria en Diseño de Software - Tecnicatura Universitaria en Procesamiento de Salmueras de Litio                            | - Arquitectura - Ingeniería en Informática - Ingeniería de Minas - Ingeniería Electrónica - Ingeniería en Agrimensura - Licenciatura en Geología | - Doctorado en Agrimensura - Doctorado en Geología - Especialización en Gestión Estratégica de Servicios en Telecomunicaciones |
| Escuela de Arqueología                              | | - Licenciatura en Arqueología - Licenciatura en Antropología social y cultural - Licenciatura en Patrimonio Cultural | |

### Otras facilidades
La Universidad Nacional del Catamarca cuenta con un instituto para el estudio de idiomas, abierto a la comunidad, el Laboratorio de idiomas "Nora Santamarina de Luque", dependiente de la Facultad de Humanidades. Allí se dictan cursos de Inglés, Francés, Portugués y Español para extranjeros, destinado a diferentes niveles y grupos etarios.
Cuenta además con dos escuelas preuniversitarias
- Escuela Preuniversitaria Fray Mamerto Esquiú
- Escuela Nacional de Educación Técnica N° 1 Vicente García Aguilera

## Sedes
La Universidad, además de la sede principal en San Fernando del Valle de Catamarca, también cuenta con 2 sedes en las localidades catamarqueñas de Belén y Los Altos
| Sede                         | Carreras |
| ---------------------------- | --- |
| Sede Los Altos "Casa Pueblo" | - Tecnicatura Universitaria en Administración Pública (Facultad de Ciencias Económicas y de Administración) - Tecnicatura en Ciencias Ambientales (Facultad de Ciencias Exactas y Naturales) - Tecnicatura en Energías Renovables (Facultad de Ciencias Exactas y Naturales) - Tecnicatura en Ciberseguridad (Facultad de Ciencias Exactas y Naturales) |
| Sede Belén                   | - Tecnicatura en Ciencias Ambientales (Facultad de Ciencias Exactas y Naturales) - Tecnicatura en Energías Renovables (Facultad de Ciencias Exactas y Naturales) - Tecnicatura en Ciberseguridad (Facultad de Ciencias Exactas y Naturales) |

## Investigación
Cuenta con institutos de investigaciones conjuntos con el CONICET:
- Centro de Investigaciones y Transferencia de Catamarca (CITCA)[8]

### Desarrollos
Laboratorio de tecnologías de información geoespacial: La UNCa se convierte en un referente para toda Iberoamérica al construir un novísimo centro de tecnologías de información geoespacial, el centro fomentará el desarrollo de tareas de investigación científica y producción en el campo de las Infraestructuras de Datos Espaciales (IDEs) y las Tecnologías de Información Geográfica (TIG). Formará parte de una red latinoamericana llamada “LatinGEO”, que promueve la formación de recursos humanos para la investigación científico-tecnológica.